# Michael Pienaar
Michael Pienaar (* 10. Oktober 1978 in Windhoek, Südwestafrika) ist ein ehemaliger namibischer Profifußballer.
Pienaar begann seine Profikarriere beim namibischen Erstligisten Ramblers, ehe er 2008 in die zweite südafrikanische Liga zu den Carara Kicks wechselte. Seine Zukunft bei dem Verein war ungewiss, da dieser zum Verkauf stand. Pienaar wechselte im August 2010 zurück nach Namibia zu den Orlando Pirates. Dort beendete er 2013 seine Karriere.